# Friedrich Wilhelm von Winterfeld
Friedrich Wilhelm von Winterfeld (* um 1720; † 14. Februar 1787 in Collatz) war ein preußischer Landrat. Er stand von 1770 bis zu seinem Tode dem Kreis Belgard in Hinterpommern vor.
Er stammte aus der uradligen Familie Winterfeld. Sein Vater Levin Ernst von Winterfeld (* 1695; † 1734) war preußischer Major und besaß keine Güter; seine Mutter Elisabeth Charlotte war eine geborene von  der Osten († 1727). 
Ab früher Jugend diente Winterfeld in der Preußischen Armee. Er trat in das Dragonerregiment Ansbach-Bayreuth ein und kämpfte in der Schlacht bei Hohenfriedberg und in der Schlacht bei Leuthen. 1758 nahm er als Hauptmann seinen Abschied. 1763 kaufte er von Philipp Ferdinand von Wolde die Güter Wusterbarth B, Lasbeck B und Lankow A, welche vormals dem Landrat Caspar von Wolde gehört hatten.
Im Jahre 1770 wurde Winterfeld als Nachfolger von Caspar Friedrich von Ramel zum Landrat des Kreises Belgard, genau gesagt des kombinierten Kreises Belgard-Polzin, gewählt. Die erforderliche Prüfung legte Winterfeld erst 1773 ab, amtierte jedoch bereits seit 1770. Als Landrat hatte er seinen Sitz auf seinem Gut Wuserbarth. Im Jahre 1779 gehörte Winterfeld einer vierköpfigen Delegation des pommerschen Adels mit dem Sprecher Heinrich Adrian Graf von Borcke an, die mit König Friedrich dem Großen die Gründung eines landschaftlichen Kreditinstituts für Pommern besprach; dieses wurde als Pommersche Landschaft 1781 gegründet. Das Amt des Landrats übte Winterfeld bis zu seinem Tode im Jahre 1787 aus, im Amt folgte ihm Otto Bogislaw von Kleist.  
Friedrich Wilhelm von Winterfeld war mit Louise Christine, einer geborenen von Eickstedt, verheiratet. Aus der Ehe ging die Tochter Eva (1760–1792) hervor, die einen von Manteuffel heiratete. Winterfelds Güter gingen an seine Enkel. 